# あまりん

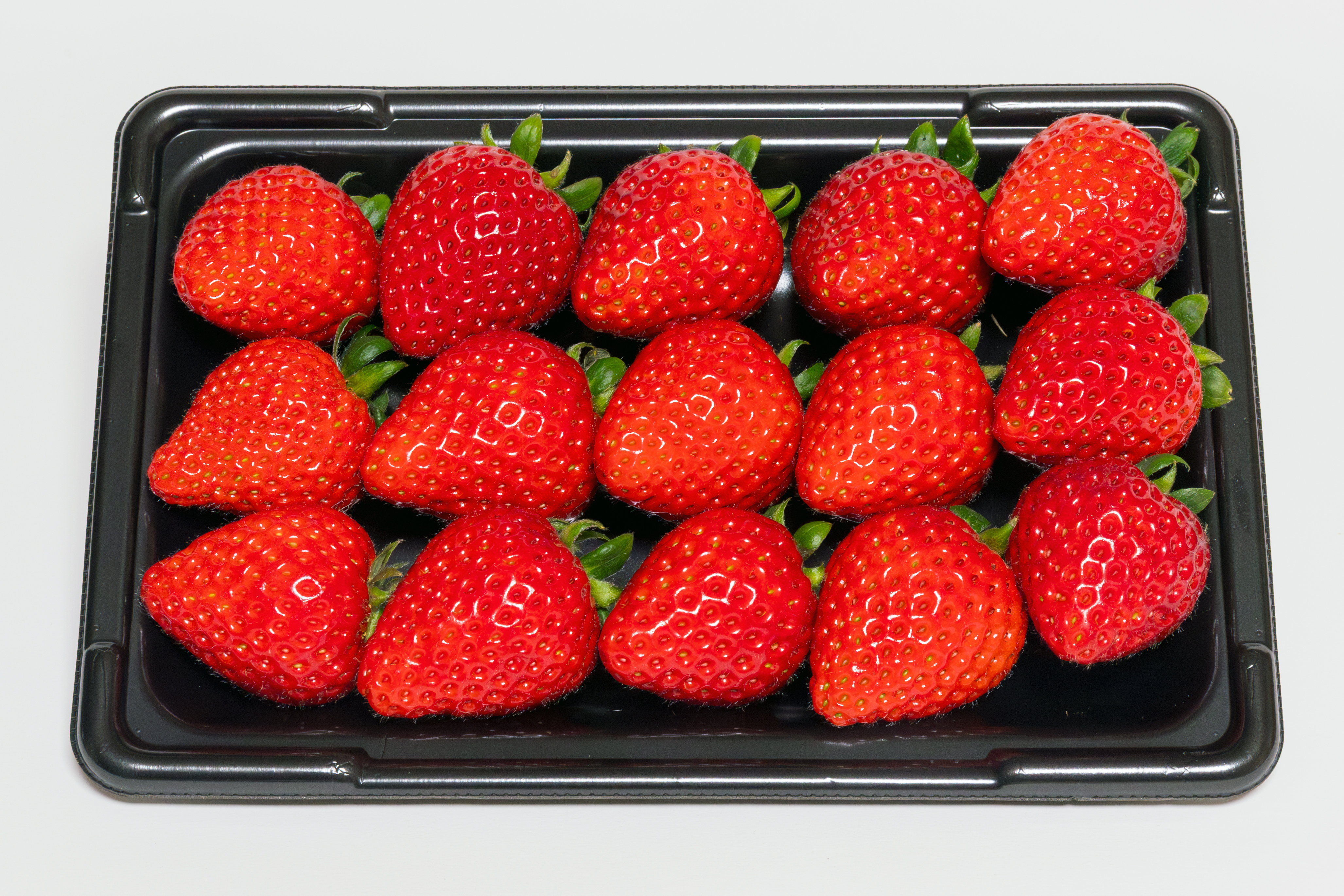
埼玉県所沢市の農園で生産されたあまりん

あまりんは、埼玉県で栽培されているイチゴの商標名。品種名は「埼園い3号」。
同じく埼玉県のイチゴ商標であるかおりん（品種名「埼園い1号」）についても本項で述べる。

## 解説
あまりん・かおりんは2016年に熊谷市の埼玉県農業技術研究センターで育成された。あまりんの種子親は群馬県育成品種やよいひめ、花粉親は福島県育成品種のふくはる香。かおりんの種子親は福島県育成品種のふくあや香、花粉親は愛知県育成品種のゆめのかである。
一般的なイチゴの糖度が13度であるところ、あまりんの糖度は18 - 20度程度であり、濃厚な甘みを持つ。
2023年に日本野菜ソムリエ協会の主催で開催された「第1回全国いちご選手権」において、あまりんが最高金賞を受賞し、さらに埼玉県内からエントリーした6品がすべて入賞したことから、埼玉県が「プレミアムいちご県」として同協会より認定された。翌2024年の第2回でも、あまりんが最高金賞を受賞したほか、金賞2品、銀賞5品、銅賞3品であまりん・かおりんが入賞した。
あまりん・かおりんは埼玉県のオリジナル品種であり、埼玉県と契約を結んだ同県内の農家においてのみ栽培が認められている。埼玉県外や家庭菜園での栽培は許可されていない。

## 開発経緯
埼玉県は昭和40年代には日本1位のイチゴ生産量であった。埼玉県で栽培される主力イチゴ品種はダナー、宝交早生、女峰、とちおとめと変遷してきたが、いずれも埼玉県外の育成品種であった。この間も、埼玉県育成品種として彩のかおりを2001年に発表したが、生産者間での品質格差や収量差が大きく、作付け面積を増やすことには至らなかった。
また、それまでの埼玉県産イチゴは市場出荷が中心であったが、消費者ニーズが多様化し、大都市近郊の立地条件を生かした観光農園や庭先直売形態の比率が増えてきていた。観光農園などでは紅ほっぺ、やよいひめといった品種の人気も高いが、これらも埼玉県外の育成品種であり、集客力向上につながるような、食味が良く果形などの果実外観が優れる品種の育成に対する要望が強くなっていった。そこで、観光農園や直売に対応可能で、高糖度であり果実外観（果形、果皮色、光沢）などが良い形質の品種を目標として2007年から交雑と選抜を行った末に「埼園い1号」（かおりん）、「埼園い3号」（あまりん）が生まれた。
一方、とちおとめと比較して収穫開始時期があまりんは2週間程度、かおりんは2週間から1か月程度遅く、市場流通には不利である。また収穫量も多収量の品種に比べて3分の2程度にとどまることから、早生性・収量性に優れた品種の開発が求められた。そこで、これらの要求を満たす一般市場向けの品種として、べにたまが埼玉県農業技術研究センターで2021年に育成されている。

## 名称
あまりん・かおりんの名称は埼玉県秩父市出身の落語家林家たい平によるもの。林家たい平はあまりん、かおりんのイメージイラストも描いている。イラストは、埼玉県および承認を受けた県内の生産者のみが使用できる。
あまりん・かおりんともに、埼玉県の登録商標である。

## 特徴
あまりん
強い甘みとほのかな酸度が特徴。果実の色つやが良く、鮮やかな赤色をしている。収穫開始時期は比較的遅いが、1粒当たりの重量が大きいため総収量はとちおとめと同程度である。炭疽病・萎黄病・うどんこ病の発病率が高く、栽培管理上の注意を要する。
かおりん
豊かな香りが特徴。糖度が高く、酸度もあるため、食べた時にイチゴの味の濃さを感じる。収穫開始時期が遅く、小果であることから総収量は他品種と比較して少ない。炭疽病・萎黄病に対する耐病性は高い。